# Ginnungagap
Ginnungagap je prázdný prostor – chaos, který v severské mytologii existoval před vznikem světa. Na počátku světa se v něm střetl led z Niflheimu a oheň z Múspellu, a vznikla tak prvotní bytost Ymir.
Kromě prapůvodní prázdnoty se však v severských textech toto slovo objevuje jako označení pro nebe, vzdušný prostor, zemi thursů, temnotu, moře či propast na kraji světa, do které padají mořské vody.
Podle Vincenta Cassidyho Ginnungagap představuje nerozlišenou směs všech elementů, jejímž je předobrazem. Pro takové pojetí však není znám žádný dobový doklad.

## Etymologie
Slovo Ginnungagap je tradičně vykládáno jako „zející jícen“ či „jícen jícnů“. Výraz gap „jícen, zvířecí tlama, otvor, propast“ je odvozeno od slovesa gapa „zívat, zet“. Smysl výrazu ginnung- není zcela jasný, bývá však vykládán velmi podobně od slovesa gina či gína, taktéž ve významu „zívat, zet“.
Jan de Vries naproti tomu vykládá výraz ginnung- ze slovesa ginna znamenajícím mimo jiné „provozovat magii, kouzlit“ a Ginnungagap vykládá jako „magickými silami naplněný prostor“ či „prajícen“, podle tohoto výkladu tedy není negativním jevem, ale pozitivním – naplněným tvořivými silami. Podobný názor zastával již Jacob Grimm. Sigurður Nordal zase vykládá ginnung- jako zesilující předponu a nabízí tak překlad „mocná propast“
Guðbrandur Vigfússon chápal tento výraz jako „propast Ginnungů“, tedy propast hypotetických primordiálních bytostí. Podle Björna Magnússona Ólsena zase jde o „Ginnungovu propast“, hypotetického Ginnunga identifikuje s Ymim.
Slovem ginnungr byl také označován jestřáb, snad pro svou spojitost s nebem.
Tradiční výklad však podporuje fakt, že jediný dochovaný překlad, latinské inmane baratrum abyssi „nezměrná propast propastí“ z díla Adama Brémského Činy biskupů hamburského kostela z 11. století, odpovídá spíše negativnímu významu slova. V severských zdrojích se také nikdy nezmiňují tvořivé síly Ginnungagapu, naopak se vypočítává, co v něm vše chybí.

## Prameny
Poprvé je Ginnugagap, respektive gap var ginnunga, zmiňován ve Vědmině písni ze Starší Eddy:
| „ | V úsvitu věků jen Ymi vládl, nebylo moře ni mohutných vln, nebyla země, ni nahoře nebe, jen pustá, bez trávy zela propast. | “ |

Této pasáži z Vědminy písně se velmi podobá německá Wessonbrunnská modlitba z konce 8. století. Z toho lze předpokládat, že toto podání o počátku světa bylo společnou germánskou tradicí.
Samotné slovo Ginnungagap se vyskytuje až v Gylfiho oblouznění z Prozaické Eddy v pasáži následující výše uvedené citaci Vědminy písně a popisu Niflheimu a Múspellu. Z prvního jmenovaného pronikal do Ginnugagapu led, z druhého horký vzduch:
| „ | Jako z Niflheimu vycházel chlad a všecka nehostinnost, tak bylo vše směrem k Múspellu horké a jasné, ba i v Ginnungagapu bylo teplo jako za bezvětří. A když se horký van setkal s jíním, to počalo tát a kapat, a z kapek vody povstal silou sálajícího žáru život a vznikla bytost podobná člověku. Nazývala se Ymi, ale mraziví obři jí říkají Aurgelmi, a od něho pocházejí jejich rody – hrímtursové, jak se říká v kratší Vědmině písni. | “ |

Ginnungagap je ještě zmiňován v části o stvoření světa syny Bora – Ódinem, Vilim a Véem z těla mrtvého Ymira:
| „ | Odnesli Ymiho doprostřed Ginnungagapu a udělali z něj zemi – z krve udělali moře a jezera, z masa zem, z kostí skály.(...)Poté pochytali oharky a jiskry, které vyvrhovány z Múspellu létaly vzduchem, a zasadili je uprostřed Ginnungagapu vysoko i níže na nebe, aby osvětlovaly nebesa a zemi. | “ |

## Kultura
- Ginnungagap – americká rocková skupina
- Ginnungagap – undergroundová kapela z Prahy (aktivní v létech 1998 – 2024.)